# Century Theatre
Le Century Theatre, à l'origine le New Theatre, était un théâtre situé sur la 62e Rue et Central Park West dans l'Upper West Side de Manhattan, à New York. Ouvert le 6 novembre 1909, il était réputé pour sa belle architecture, mais en raison d'une mauvaise acoustique et d'un emplacement peu pratique, il ne fut pas rentable. Il fut brièvement rebaptisé Century Opera House en 1913, avant de redevenir le Century Theatre en 1915. Il est démoli en 1930 et remplacé par l'immeuble The Century (en).

## Histoire

### Le New Theatre

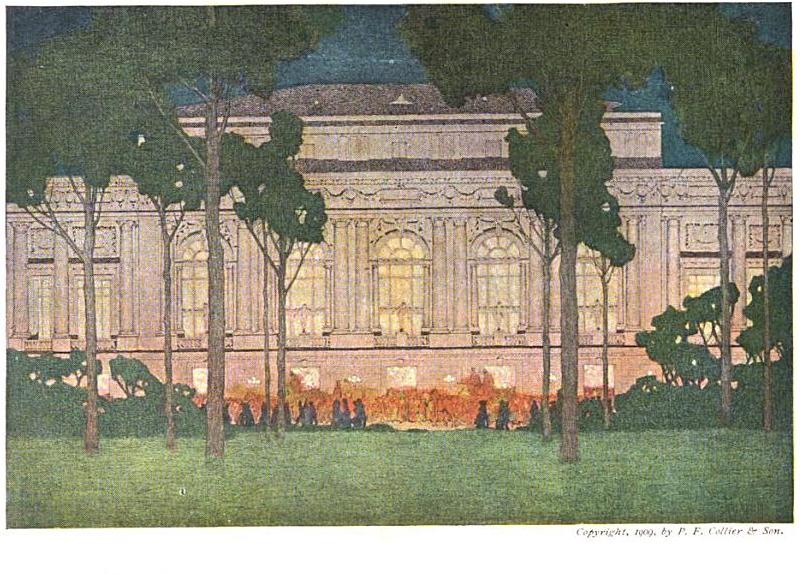
New Theatre, 1909, vue d'artiste.

Le New Theatre était autrefois qualifié de « théâtre le plus spectaculairement infructueux de New York » dans le WPA Guide to New York City. Conçu en 1906 par Heinrich Conried (en), directeur du Metropolitan Opera House, sa construction était une tentative d'établir à New York un grand théâtre libéré de tout mercantilisme qui, dans ses grandes lignes, ressemblerait à la Comédie Française de Paris. Au départ, trente fondateurs souscrivent chacun 35 000 $, et un bâtiment destiné à être le siège permanent de la compagnie de théâtre est édifié à Central Park West, dans l'Upper West Side pour un coût de trois millions de dollars. Sur le plan architectural, c'est alors l'une des plus belles structures de la ville, conçue par le renommé cabinet d'architectes Carrère and Hastings (en).
Avec Winthrop Ames comme seul directeur, la New Theatre Company n'occupe le bâtiment que pendant deux saisons, 1909-1910 et 1910-1911. Pouvant accueillir 2 300 personnes, il est inauguré le samedi 6 novembre 1909 lors de cérémonies impressionnantes et apparemment sous les auspices les plus favorables, mais un grave défaut d'acoustique apparaît rapidement et n'est que partiellement corrigé par l'installation d'une cloche anti-bruit. La première mondiale du Concerto pour piano no 3 de Rachmaninov y a eu lieu le dimanche 28 novembre 1909 avec Rachmaninov comme soliste et Walter Damrosch à la tête de la New York Symphony Society. Plusieurs pièces shakespeariennes y sont présentées, la présentation de loin la plus remarquable étant Le Conte d'hiver. Dans l'ensemble, la compagnie excelle dans certaines des pièces modernes de l'époque, comme L'Oiseau bleu et Sister Beatrice de Maurice Maeterlinck, Strife (en) de John Galsworthy et The Nigger (en) d'Edward Sheldon avec Annie Russell (en). Un drame poétique remarquable fut The Piper de Josephine Preston Peabody. Dans la plupart des cas, les décors étaient de très haute qualité.
Le bâtiment était situé à un mile du Theater District et son entretien était extrêmement coûteux. Financièrement, l’entreprise s'avère être un gâchis. À la fin de la deuxième saison, les fondateurs de la compagnie décident d'abandonner le théâtre et de le louer. On projette un bâtiment plus petit dans le quartier des théâtres mais sans succès et la compagnie jette l'éponge.

### Century Theatre
En 1911, le bâtiment est loué à d'autres directeurs de théâtre, qui changent le nom en Century Theatre, Century Opera House (1913) et Century Theatre de nouveau (1915), avec Florenz Ziegfeld comme directeur.
D'Europe arrivent en 1912 Judith Gautier et Pierre Loti, producteurs et superviseurs de The Daughter of Heaven,  La Fille du Ciel. Malgré leurs efforts, le critique du New York Times trouve la pièce « riche en spectacle, mais dramatiquement déficiente », et les changements de scène fastidieux et « longtemps retardés ».
En 1917, les producteurs Florenz Ziegfeld et Charles Dillingham (en) transforment le jardin sur le toit, en boîte de nuit, le Cocoanut Grove, copié sur le succès d'un lieu similaire, le Ziegfeld Midnight Frolic au New Amsterdam Theatre. Le « sanctuaire du snobisme », comme l'appelait le WPA Guide, est démoli en 1930. L'année suivante, les Century Apartments art déco conçus et développés par l'agence d'Irwin S. Chanin sont achevés sur le site,,.

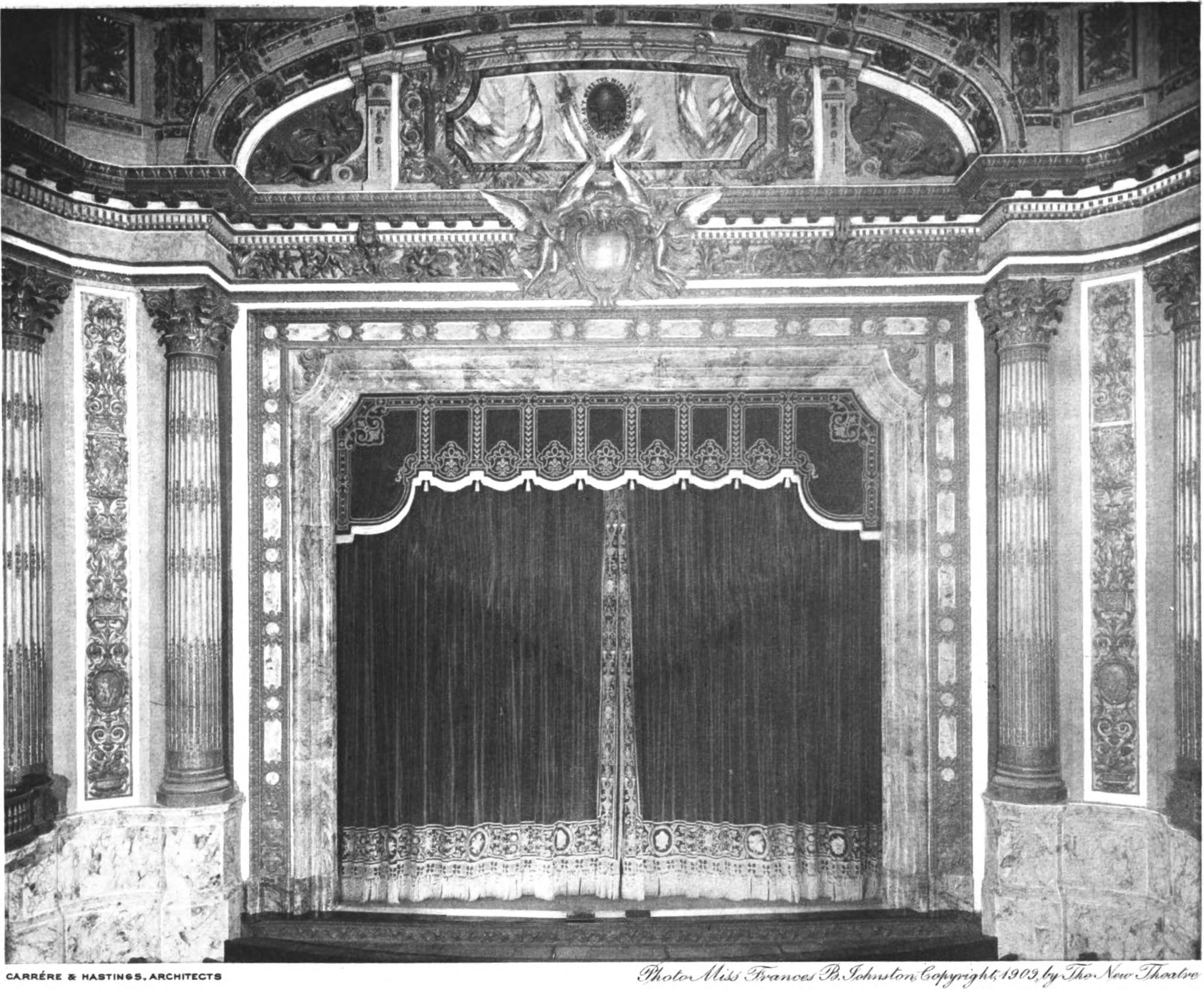
Avant-scène et rideau
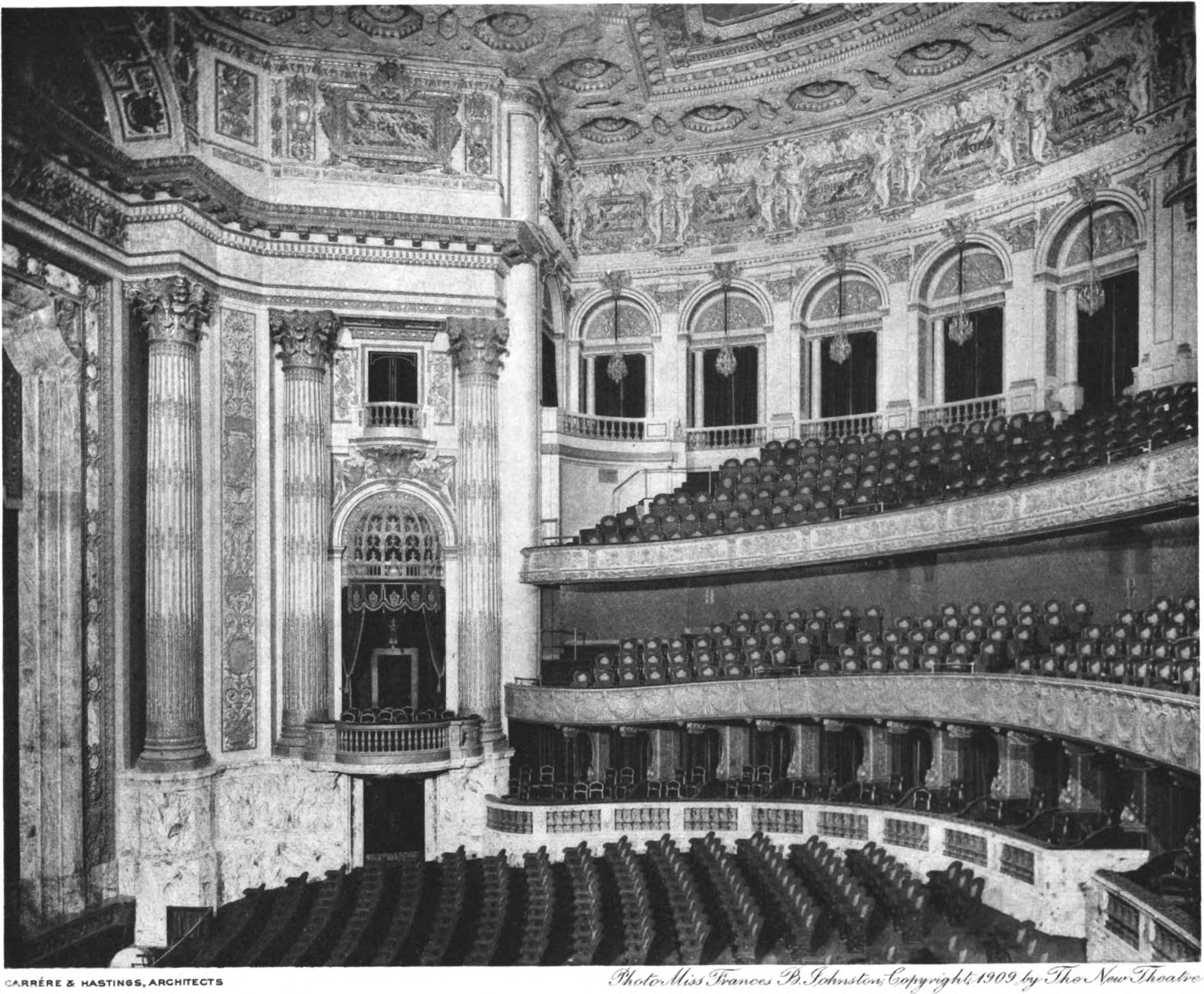
Auditorium
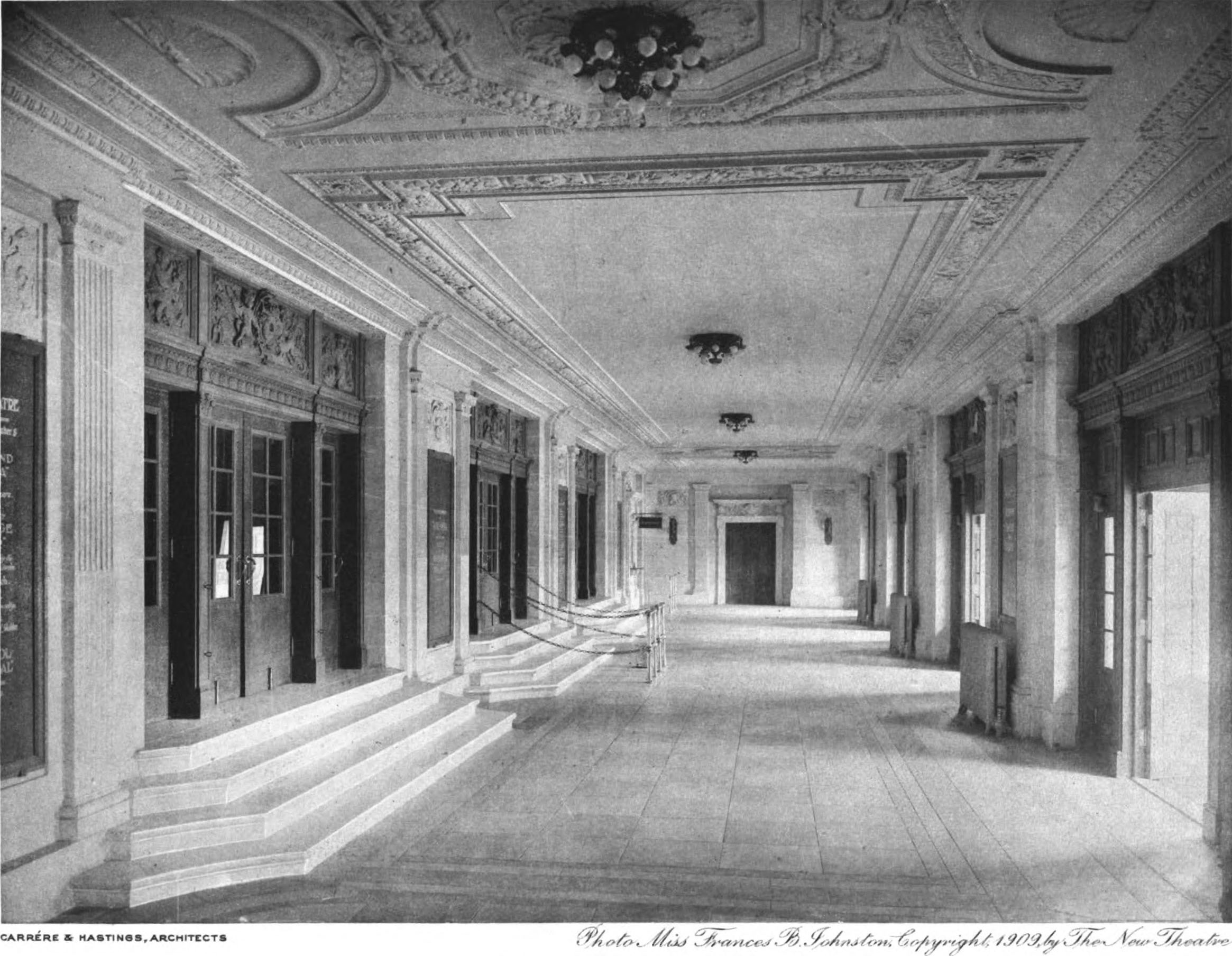
Vestibule principal
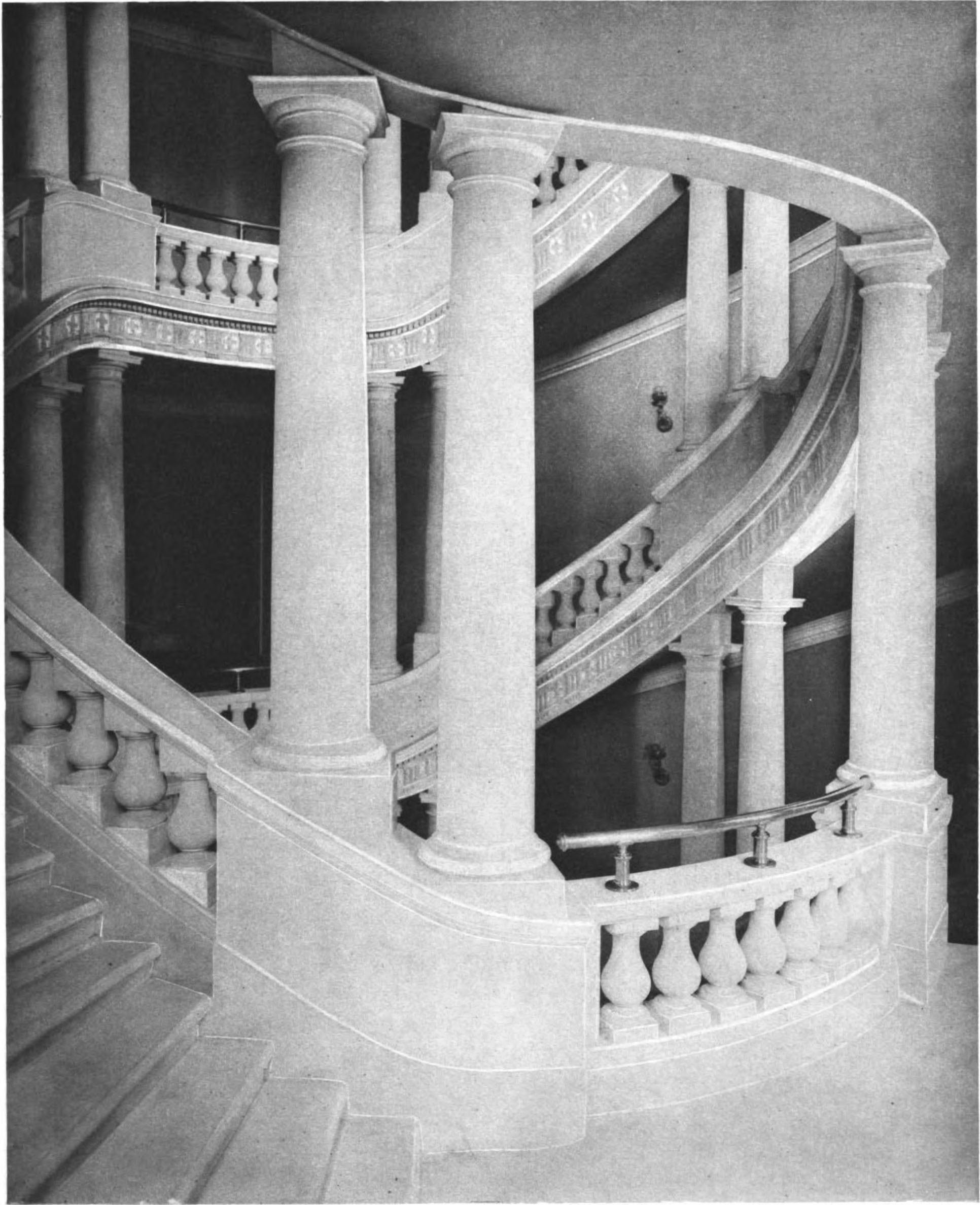
Escaliers
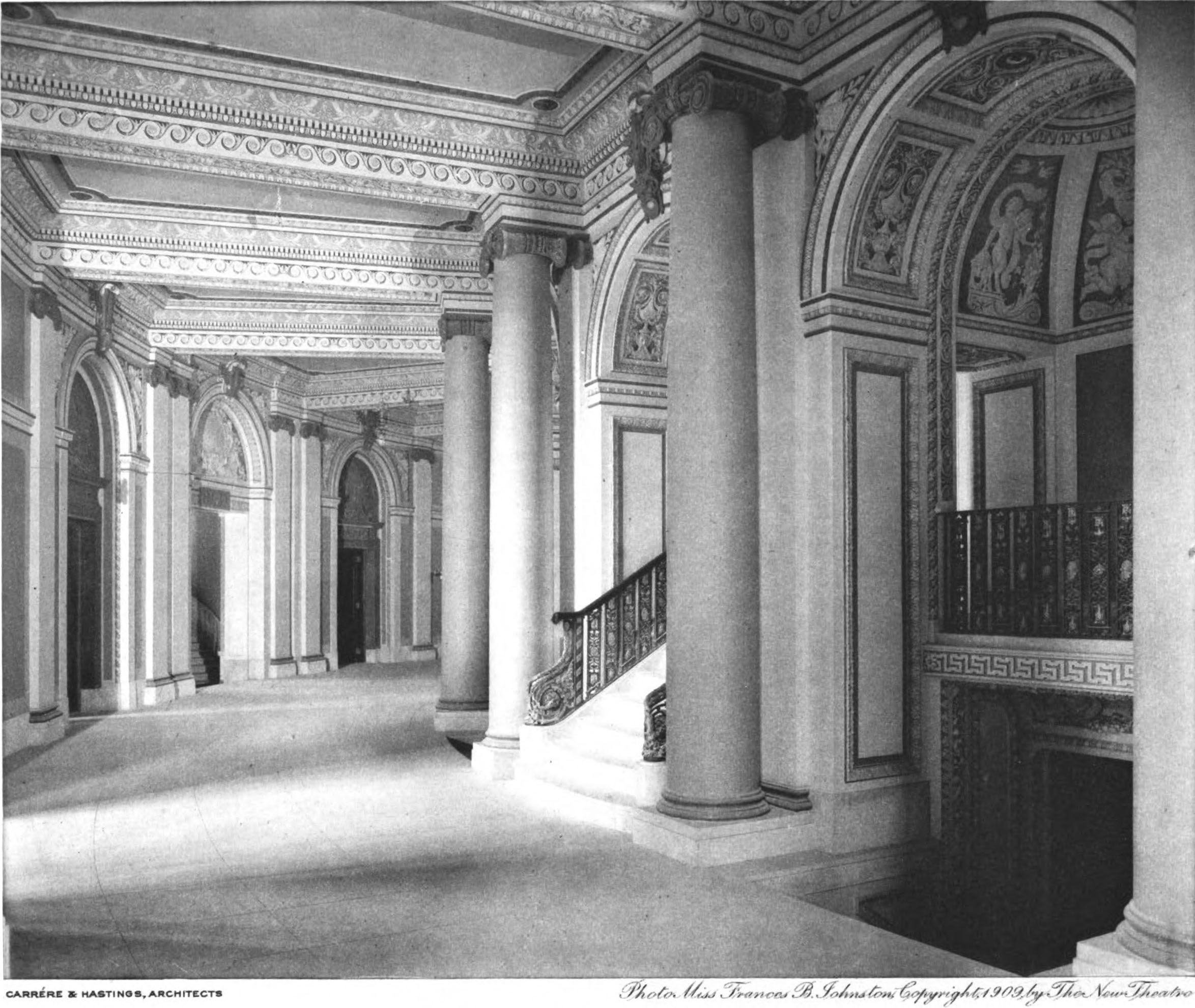
Circulation au niveau du foyer
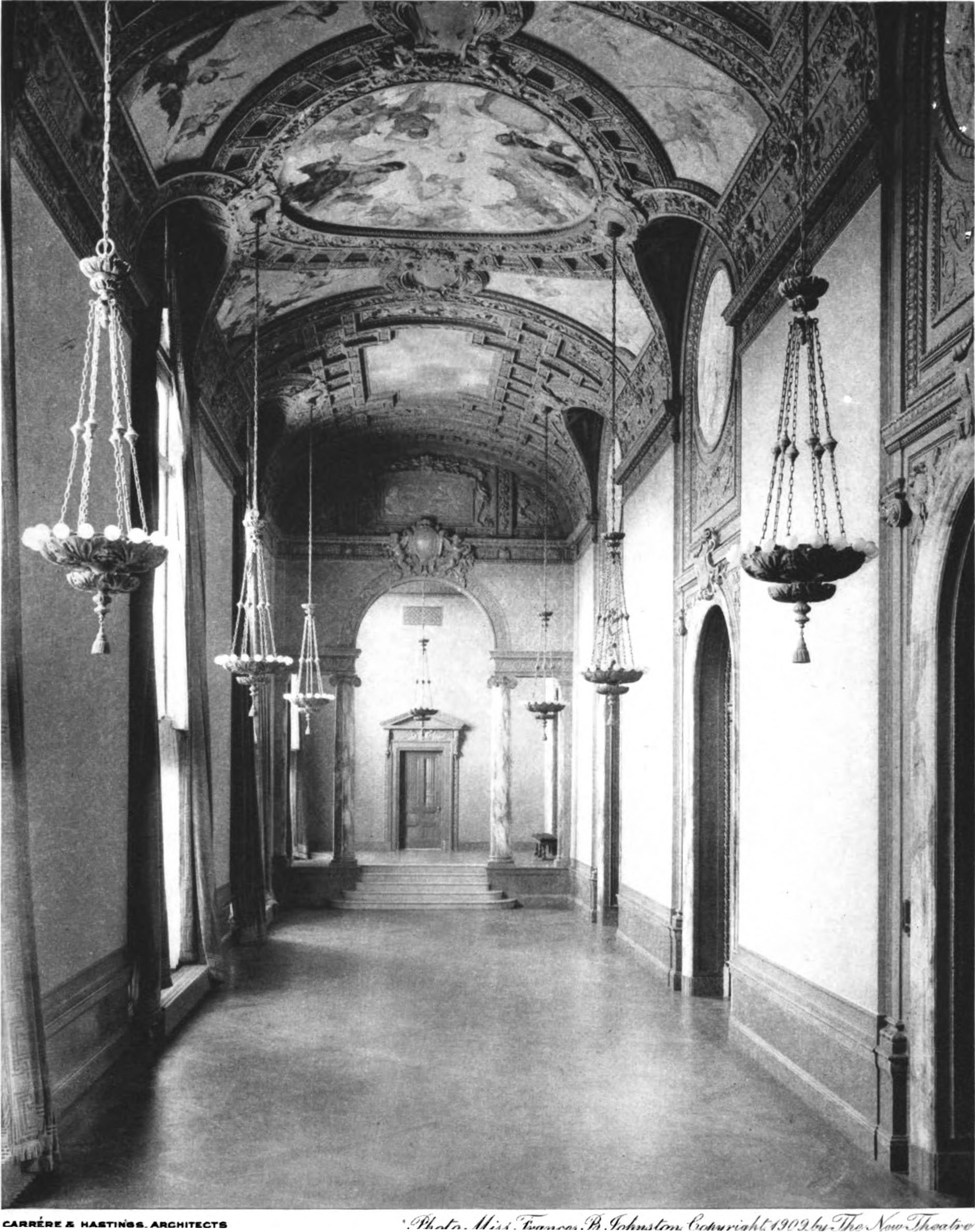
Foyer principal
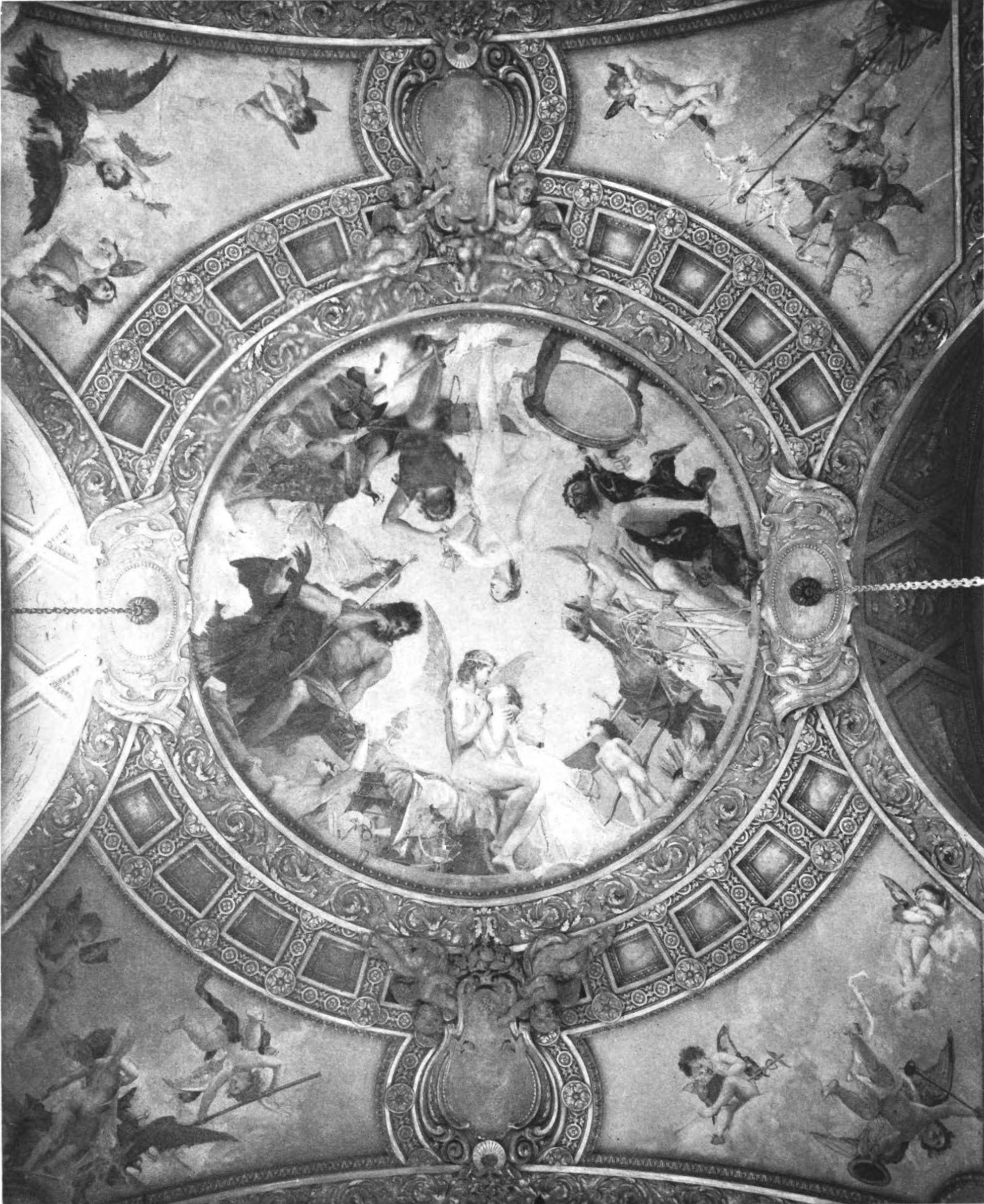
Plafond du foyer, panneau central
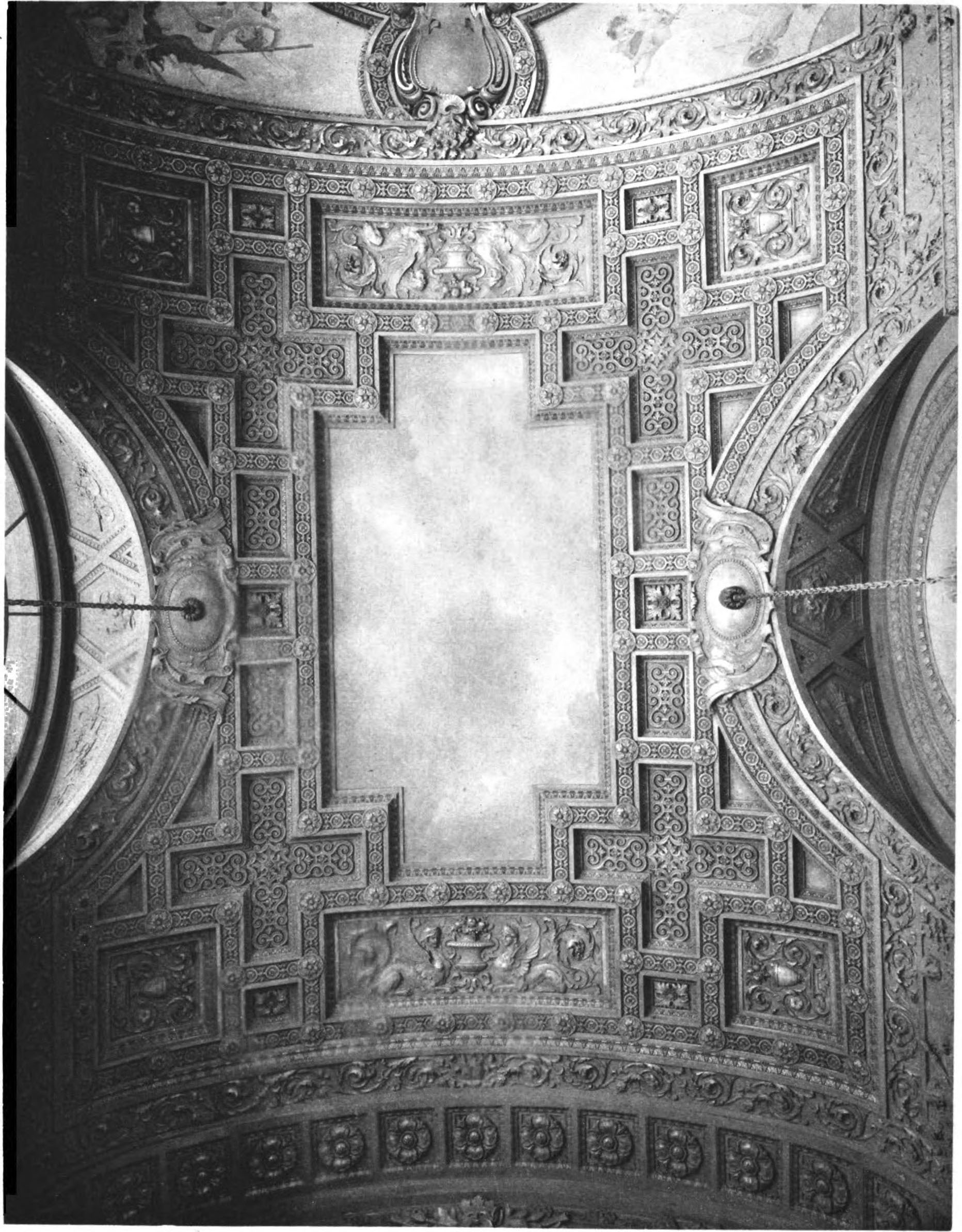
Plafond du foyer, panneau secondaire
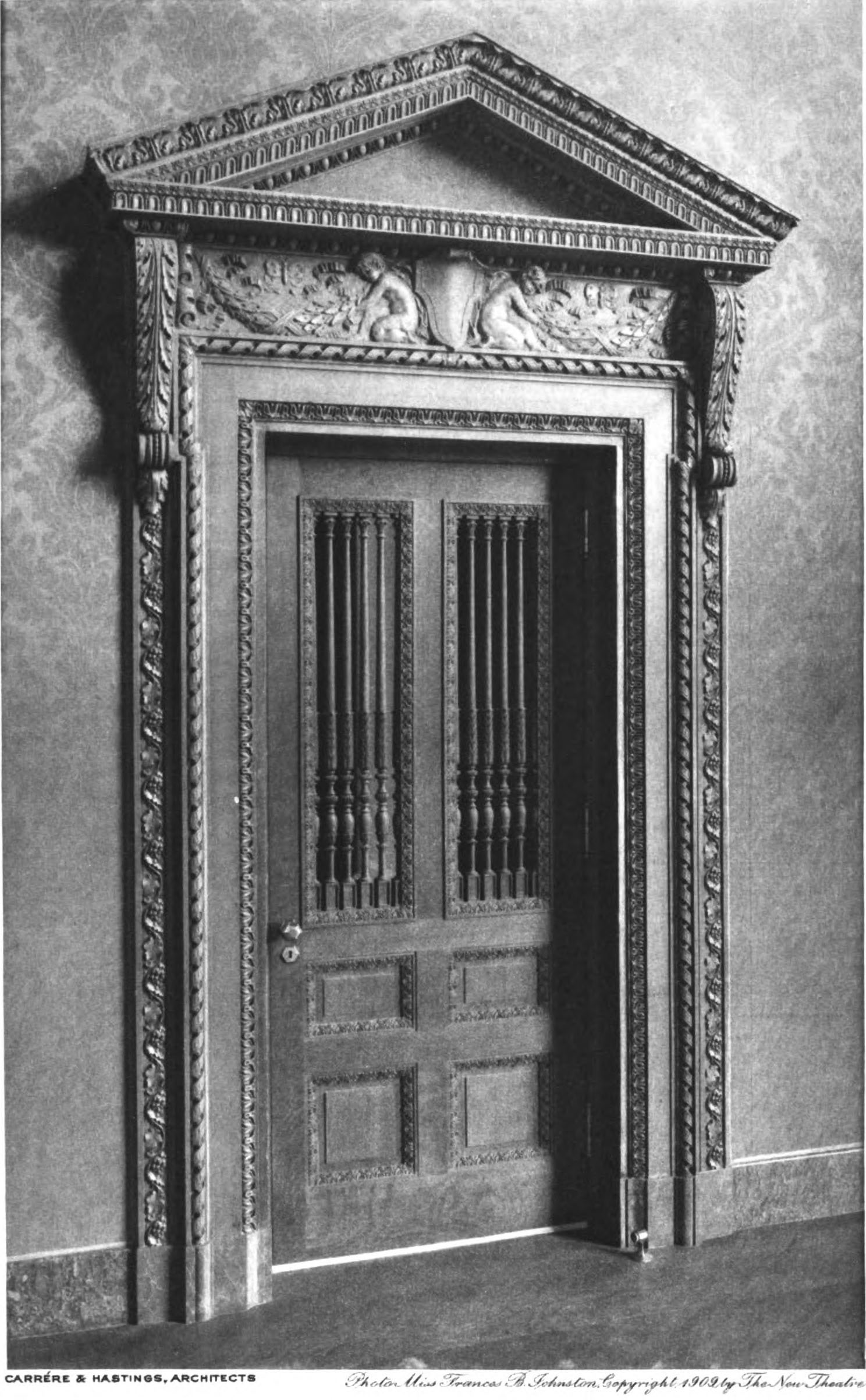
Porte d'entrée
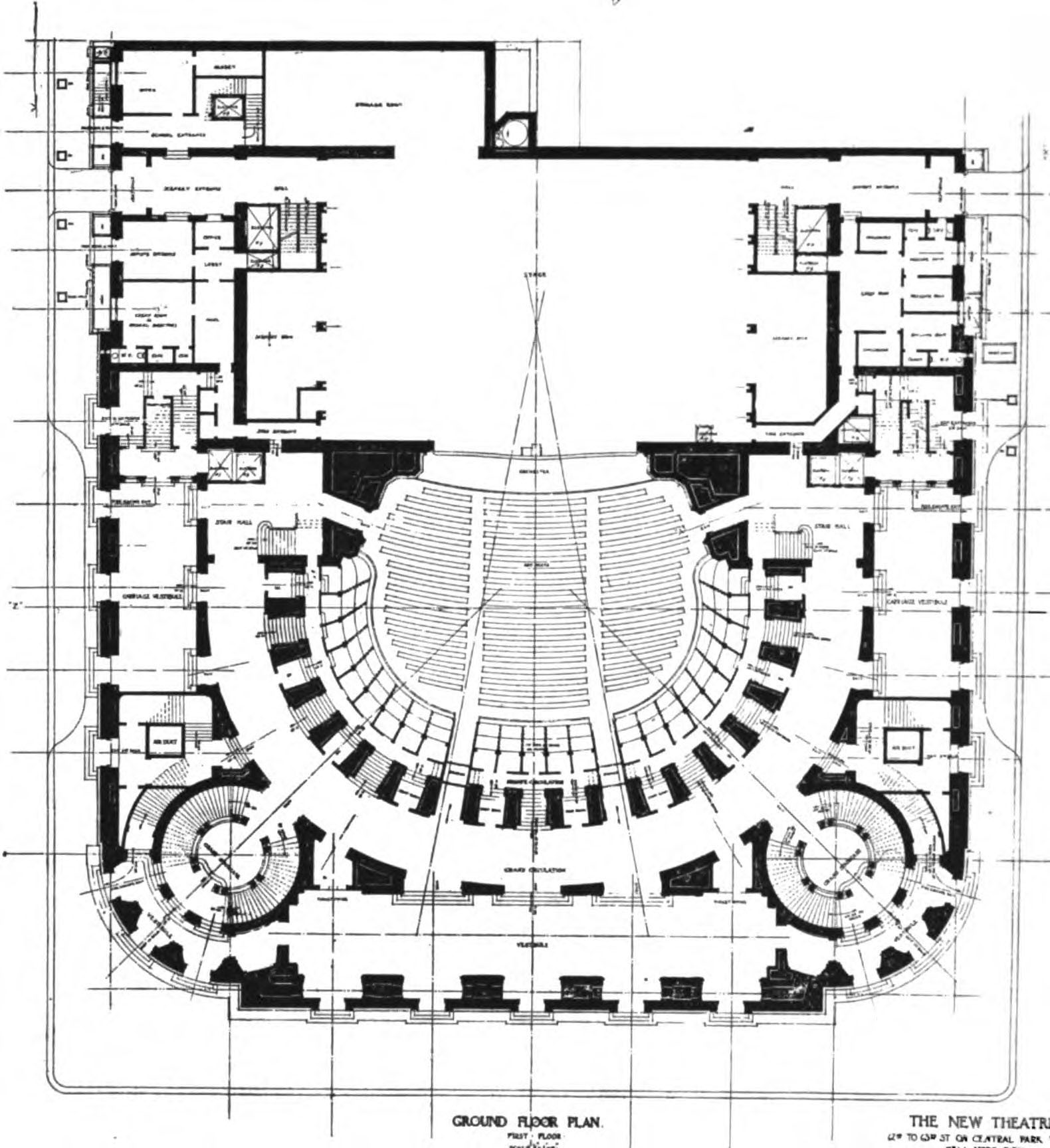
Plan du rez-de-chaussée
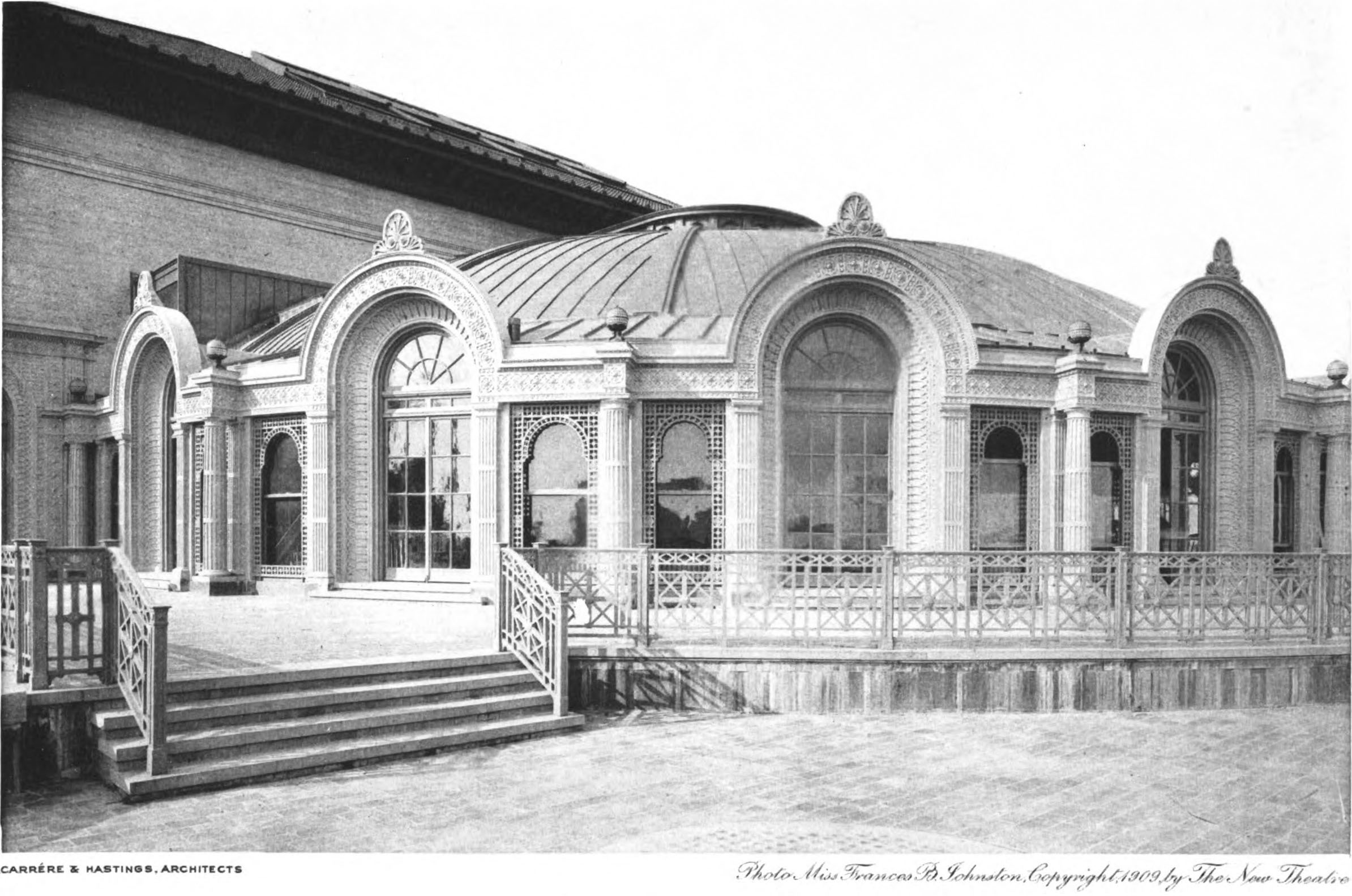
Pavillon de jardin sur le toit
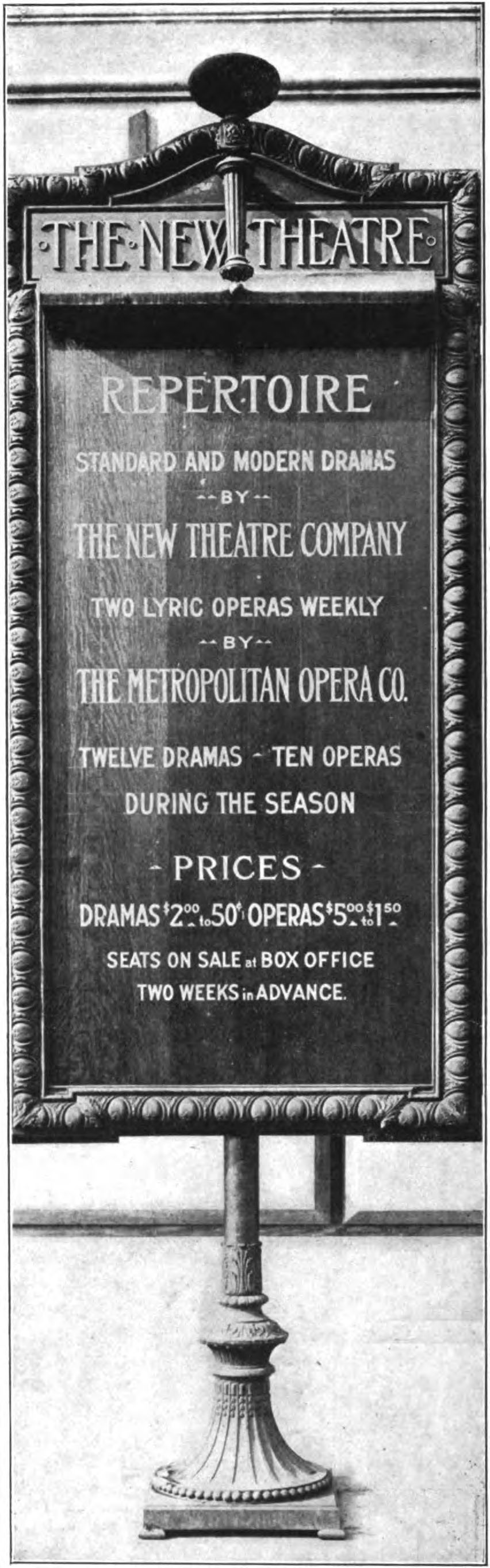
Étui à affiche